# دوماغوي دوفنجاك
دوماغوي دوفنجاك (بالكرواتية: Domagoj Duvnjak) مواليد 1 يونيو 1988 في كرواتيا، هو لاعب كرة يد كرواتي يلعب كوسط مدافع. يلعب حاليا مع نادي كيل لكرة اليد ويحمل الرقم 4. مثل منتخب كرواتيا لكرة اليد. شارك في دورة الألعاب الأولمبية الصيفية سنة 2008. حقق المركز الثاني في بطولة العالم لكرة اليد للرجال 2009.

## سجل المنافسة
شارك في البطولات التالية:
- بطولة العالم لكرة اليد للرجال 2015
- بطولة أوروبا لكرة اليد للرجال 2012
- بطولة أوروبا لكرة اليد للرجال 2014
- بطولة أوروبا لكرة اليد للرجال 2016
- الألعاب الأولمبية الصيفية 2012
- الألعاب الأولمبية الصيفية 2016

## الميداليات
| الميدالية | المسابقة                           |
| --------- | ---------------------------------- |
| برونزية   | الألعاب الأولمبية الصيفية 2012     |
| فضية      | بطولة العالم لكرة اليد للرجال 2009 |
| برونزية   | بطولة العالم لكرة اليد للرجال 2013 |
| فضية      | بطولة أوروبا لكرة اليد للرجال 2008 |
| فضية      | بطولة أوروبا لكرة اليد للرجال 2010 |
| برونزية   | بطولة أوروبا لكرة اليد للرجال 2012 |

## روابط خارجية
- دوماغوي دوفنجاك على موقع الاتحاد الدولي لكرة اليد (الإنجليزية)
- دوماغوي دوفنجاك على موقع الاتحاد الأوروبي لكرة اليد (الإنجليزية)
- دوماغوي دوفنجاك على موقع الدوري الألماني لكرة اليد (الألمانية)
- دوماغوي دوفنجاك على موقع نادي كيل لكرة اليد (الألمانية)
- دوماغوي دوفنجاك على موقع اللجنة الأولمبية الدولية (الإنجليزية)
- دوماغوي دوفنجاك على موقع أوليمبيديا (الإنجليزية)